# Гетц, Виктор Владимирович
Виктор Владимирович Гетц (род. 24 февраля 1994) — российский тяжелоатлет, чемпион первенств России среди юношей (2010, 2011), чемпион (2014) и бронзовый призёр (2013) первенств России среди юниоров, чемпион и призёр чемпионатов России, обладатель Кубка России 2013 и 2015 года, серебряный призёр чемпионата Европы 2015 года в Тбилиси, мастер спорта России международного класса. Выступал в средней весовой категории (до 77 кг).

## Спортивные результаты
- Первенство России по тяжёлой атлетике среди юношей 2010 года — ;
- Первенство России по тяжёлой атлетике среди юношей 2011 года — ;
- Первенство России по тяжёлой атлетике среди юниоров 2012 года — ;
- Кубок России по тяжёлой атлетике 2013 года — ;
- Первенство России по тяжёлой атлетике среди юниоров 2014 года — ;
- Чемпионат России по тяжёлой атлетике 2014 года — ;
- Кубок России по тяжёлой атлетике 2015 года — ;
- Чемпионат России по тяжёлой атлетике 2015 года — ;
- Чемпионат России по тяжёлой атлетике 2016 года — ;
- Чемпионат России по тяжёлой атлетике 2017 года — ;